# Sorghum halepense
Sorghum halepense là một loài thực vật có hoa trong họ Hòa thảo. Loài này được (L.) Pers. miêu tả khoa học đầu tiên năm 1805.

## Hình ảnh

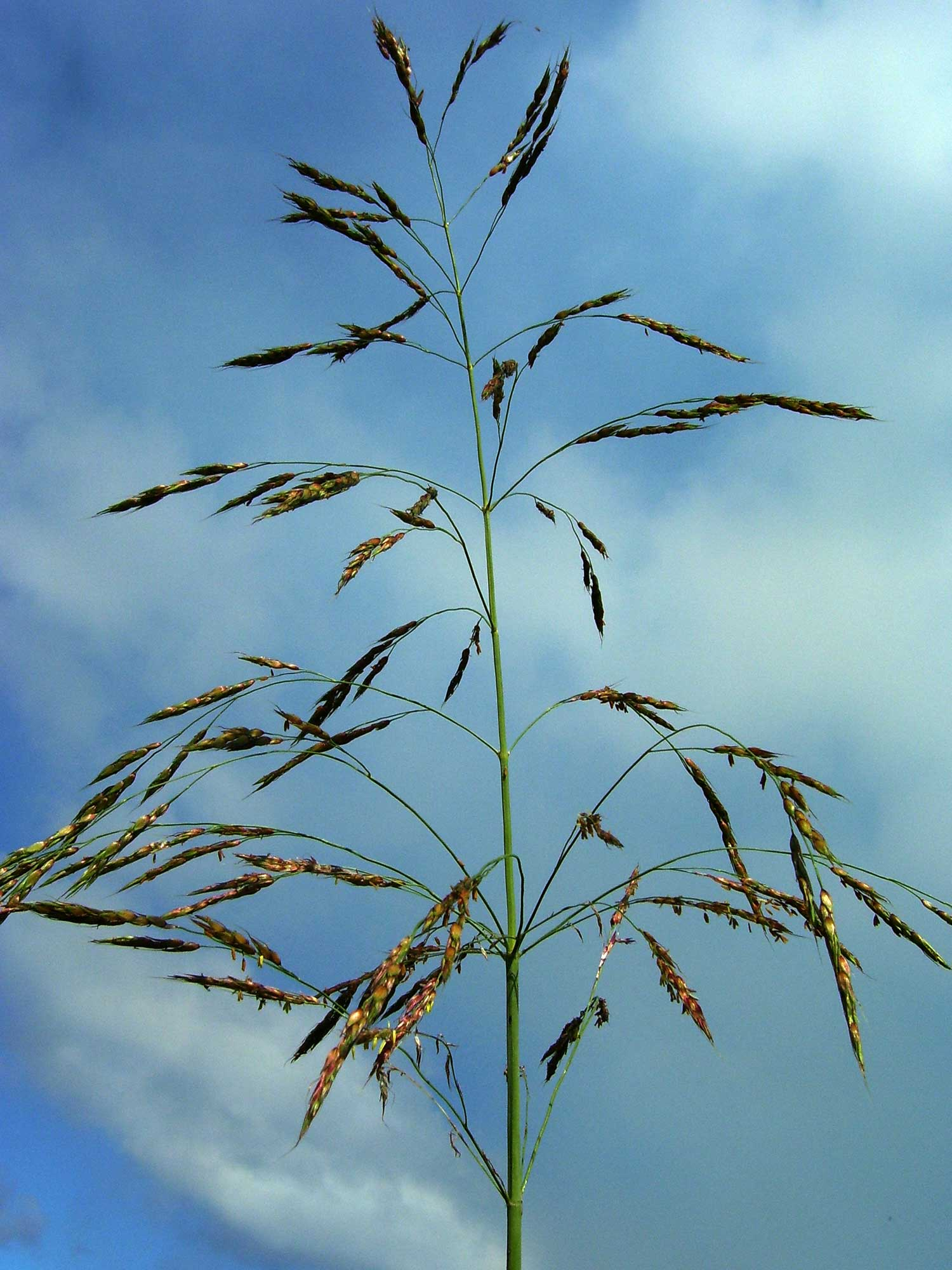
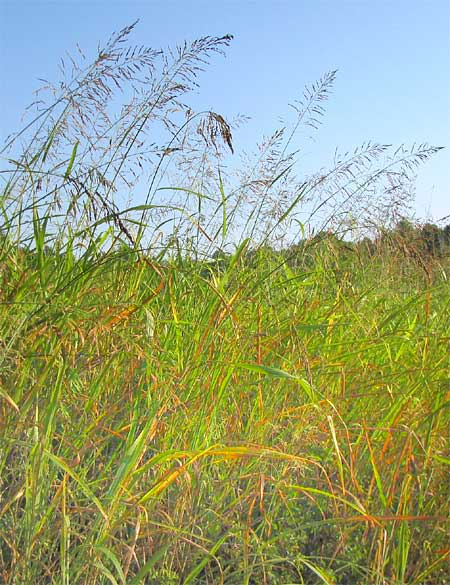
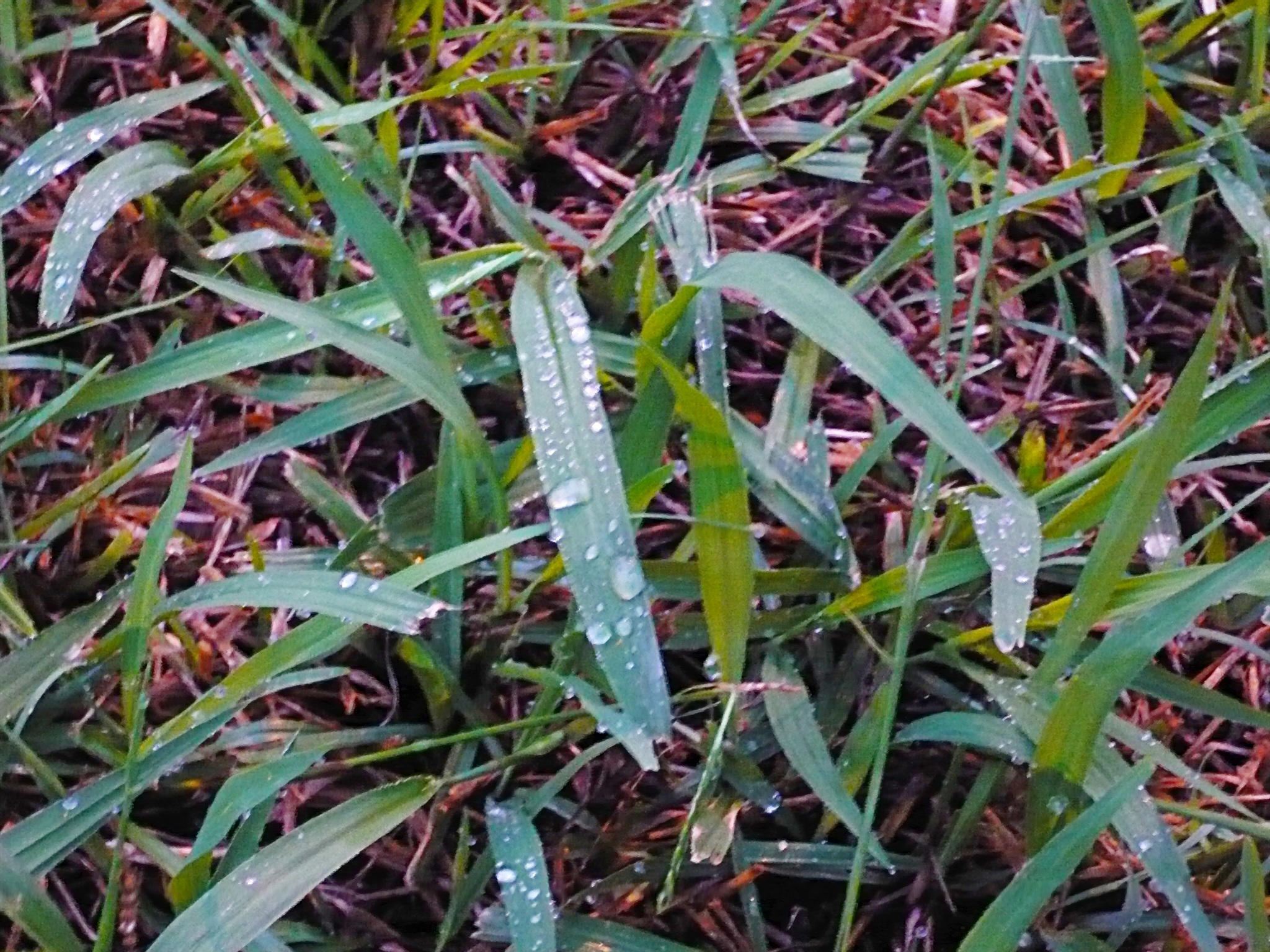
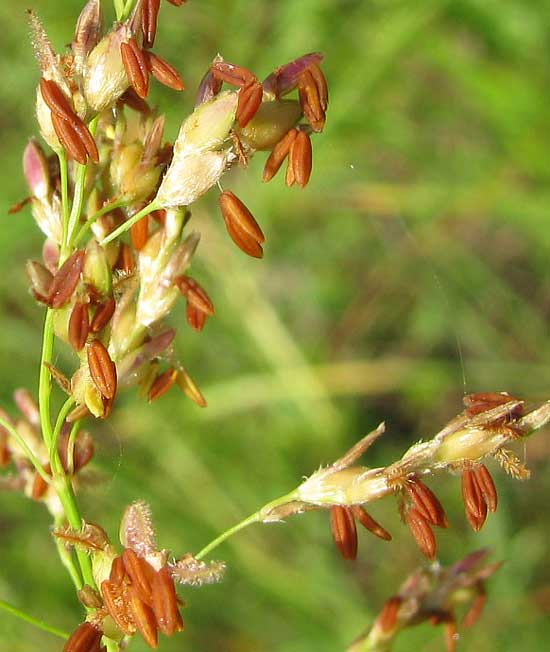